# جيمس إدوارد باركر
جيمس إدوارد باركر (بالإنجليزية: James Edward Barker)‏ هو ملحن ومنتج أفلام بريطاني، ولد في 14 فبراير 1980 في المملكة المتحدة.

## وصلات خارجية
- جيمس إدوارد باركر على موقع IMDb (الإنجليزية)
- جيمس إدوارد باركر على موقع ميوزك برينز (الإنجليزية)
- جيمس إدوارد باركر على موقع قاعدة بيانات الفيلم (الإنجليزية)